# Traktor Tom
Traktor Tom (engl. Tractor Tom) je britanska televizijska serija, koju je producirala grupa Contender Entertainment Group i Hibbert Ralph Entertainment. Izrađene su dve serije, od kojih je svakih 26 jedanaest minuta, koji su emitovani između 9. februara 2002. i 2004. godine. To je bio prvi program koji je proizveo kućni distributer medija Contender, koji je kasnije produžio svetski hit Pepa Prase.
Šou je prvobitno emitovano na CITV u Velikoj Britaniji, a takođe je emitovano i u drugim zemljama poput Novog Zelanda i Australije i u Kanadi, gdje je igrao na Kids 'CBC tamo.

## Pozadina
Postavljen na idiličnoj Springhil farmi, hrabar i izvanredan Traktor Tom i njegovi prijatelji ljudi, životinja i vozila zabavljaju se i avanture kako na radu tako iu igri.
Prva serija je prikazala Liza Tarbuck i James Nesbitt kao Farmer Fi i Matt, s obzirom da vozila komuniciraju kroz zvuk motora. Druga serija je, međutim, predstavila nove glasovne glumce za Fi i Met, a vozila su bila potpuno izražena umesto da komuniciraju koristeći zvuk motora. Novi likovi uvedeni su i u drugu seriju.

## Radnja
Mesto radnje se odvija na farmi zvanoj Springhill, gde se traktor zvan Tom zabavlja sa svojim prijateljima, drugim prevoznim sredstvima, ljudima i životinjama.

## Likovi

### Vozila
Tom - Veseli svetli crveni traktor, koji je optimističan i uvek pokušava da reši probleme svojih prijatelja. Ponekad se plaši u mraku. Tom uvek poznaje sigurnosna pravila i može se malo ljutiti. Čini se da je on najverovatnije najbliži prijatelj Buzz-a. Voli da mu pomaže.
Baz - Mladi i radoznali plavi i žuti kuadbike koji se ponekad smatraju "suviše malim". Takođe je voleo da se uhvati u nevolju sa Snickerom žrebom u prvoj seriji, a možda i najbližem Tomovom prijatelju. Sada u drugoj seriji, on se sada dobro ponaša i voli da pomaže Tomu.
Vizi - spori, stari i veliki žuti kombajn, koji uživa u pričama u prvoj seriji i voli da ostaje u štali, što je "kuća" većine vozila . U epizodi "Dva kombajna", Rev mu je rekao da izazove Rolija. Takođe, ponekad ne voli izlazak iz štale u drugu sezonu. U epizodi "Tiho mesto", njegovo prvo mirno mesto malo je uznemireno, dok je uz pomoć Toma dobio novi.
Rev - Veliki ljubičasti kamion koji pripada Metu i koji se često ponosi i njegova najmanje omiljena stvar je da bude drugi ili poslednji u trci. Nije lik koji je lažljiv, ali ponekad neprijatan. Dobar Tomov prijatelj. Rekao je Viziju da izazove Rolija na trku u polju u epizodi "Dva kombajna". Takođe, mrzi da se uprlja (samo kada je to rekao u epizodi "Dasti, vrati se" kada je nosio đubrivo za gospođe Azizove ruže).
Rora - je predstavljena na početku druge serije kao bijela i vruća ružičasta motor i zamenila Buzz kao Farmer Fiovo vozilo na putu. Energetski lik koji je dobar prijatelj sa Dusti i ima prijateljski rivalstvo sa Rev. Kada ona ne vozi Fi oko, ona uvek voli da zadirkuje Rev. Ona može dobiti malo šefa. Ona nikad nije zaspana (samo u pesmi za farmu).
Dasti - je uvedena rano u drugoj seriji kao žuti i narandžasti avion i energična je i prijateljska. Izgleda da je dobra Rora. U epizodi "Pesma za farmu" čini se da joj puno buke u snu i slučajno je probudila Roru. Ona mrzi da se kupa u epizodi "Dasti, vrati se", jer će joj sapuniti u oči. Izgleda da radi petlje.

### Ljudi
Farmer Fi - Jedini farmer Farma Springhill, koji nosi ružičastu košulju i šešir, plave pantalone sa žutim cvetom na dnu i plavu kosu. U drugoj seriji kapa je zamenjena plavim kombinezonom. Treba joj samo jedan zaposlenik, Matt, jer poseduje veoma malu farmu. Ona je izrazila Liza Tarbuck.
Met - Živi u malom srebrnom karavanu niz put sa farme i često pomaže u radu na farmi. Prilično je zaborav i mentalno nespretan, posebno u drugoj seriji. On poseduje Rev kamion i vozi u njemu svuda. Govori ga James Nesbitt.

### Životinje
Kokoške - Na Farmi Springhill-u postoje tri smeđe kokoške.
Vek - Jedna od dve patke na farmi. Nosi narandžastu ogrlicu. U "Divlje patke", nije želeo da pozdravi divlje patke.
Bek - Druga patka koja nosi plavi ovratnik. Izgleda da se ne slaže sa divljim patkama u "Divlje patke".
Rif - Ovčar na farmi kome voli da se druži sa drugim životinjama, i voli da ih zaokružuje kao ovce. U "Velikom pikniku" izgleda da želi da pita Fi.
Pardi - kućna mačka Farmera Fia koja je prilično lenja i prijateljica je Vheezi's.
Mo - Jedina krava na farmi i stoga se ponekad osjeća usamljenom, ali inače običan lik krave.
Vini - konj koji se ne budi uzbuđen, osim kada je reč o šargarepu.
Sniker - Vinnie-ov žrebac koji voli da se bori sa Buzzom i njegovom omiljenom hranom su šećerne kocke, ali takođe, kao i Vinnie, voli šargarepu. Značajno je jedna od retkih muških životinja na farmi.
Ovce - Postoji osam ovaca koji vole da koriste čudne predmete koji nisu životinje kao što su skuteri, sistemi centralnog grejanja i kupke. Oni takođe vole da uđu u nevolje i idu u Mattov karavan kada su neželjeni.

### Sporedni likovi
Farmer Odsop - Upravlja susednom farmom Farmerom Fi. Mnogo puta se pominje, ali nije se pojavio.
Roli - Farmer Fi pozajmio Farmer Odsop-a kombajner dva puta kada Vheezi nije bio na raspolaganju. Izgleda baš kao Vheezi, ali je plava i mnogo je brži. U prvom nastupu u "Gde je Vheezi?" Pojavio se samo žetva pšenice, ali je otkriven kao Roli u svom drugom pojavljivanju u "Dva žetelica" i dobio je glas. Izgleda da se ljuti na Vheezi i Rev je izazvao njega i Vheezi na trku sa Dusti komentarima.
Gospodin Aziz - Jednom se pomenuo kada je Rev nosio gnoj za svoje ruže. Narator je to rekao u "Vrati se Dasti". Nije se pojavio.
Rori - Identična Rori, ali se pojavila samo u poslednjoj epizodi prve sezone, koju je angažovao Met. On je narandžasto.
Divlje patke - Postoje tri divlje patke koje su se pojavile u igri "Divlje patke", kada su se migrirale i zaustavile za odmor.
Zec - Nije poznato da je zec koji se pojavio u prvoj sezoni da ukrade hranu za životinje isti koji se pojavio u drugoj sezoni, posećujući se na "tihom mestu" Vheezi-a.
Rodovi Fi-a- Fi-ova majka je jednom telefonirala telefonom, a nije se pojavila, brinući o iznenadnoj bolesti svog oca, koji se nije pokazao ozbiljnim. Kao što je Fi rekao, to je bila "samo moja mama zabrinjavajuća, znate kako je ona".

## Emitovanje i sinhronizacija
U Srbiji i Crnoj Gori serija je premijerno emitovana 2008. godine na kanalu RTS 1 tokom subotnjeg i nedeljnog diznijevog bloka. Zatim ova sinhronizacija je emitovana na TV Ultra 2010. godine a kasnije i na KCN Kopernikus. Sinhronizaciju je radio studio Laudvorks.

## Refrence
1. ↑  Tractor Tom, Books express, Архивирано из оригинала 07. 10. 2011. г., Приступљено 07. 10. 2018
2. ↑  Tractor Tom, Архивирано из оригинала 25. 09. 2018. г., Приступљено 07. 10. 2018 Непознати параметар |সংগ্রহের-তারিখ= игнорисан (помоћ); Непознати параметар |অকার্যকর-ইউআরএল= игнорисан (помоћ); Непознати параметар |আর্কাইভের-ইউআরএল= игнорисан (помоћ); Непознати параметар |আর্কাইভের-তারিখ= игнорисан (помоћ)

## Spoljašnje veze
- IMDB